# Квінт Емілій Пап
Квінт Емілій Пап (лат. Quintus Aemilius Papus, близько 325 до н. е. — після 275 до н. е.) — політичний та військовий діяч Римської республіки, консул 282 та 278 років до н. е. 

## Життєпис
Походив з патриціанського роду Еміліїв. Син Гнея Емілія Папа. Про молоді роки немає відомостей. У 282 році до н. е. обрано консулом разом з Гаєм Фабрицієм Лусціном. Під час своєї каденції воював проти галльського племені боїв та етрусків у Північній Італії.
У 280 році до н. е. разом з Фабрицієм Лусціном очолював перемовини з Пірром, царем Епіру, стосовно укладання миру. Втім за наказом сенату вони були перервані. У 278 році до н. е. вдруге обрано консулом знову разом з Гаєм Фабрицієм Лусціном. Продовжував війну проти Пірра. У цей час лікар останнього запропонував консулам за винагороду отруїти Пірра, проте Емілій Пап та Фабрицій відмовилися. Спробувати відбити у Пірра м. Тарент, проте без успіху. Водночас разом із колегою успішно воювали проти самнітів, бруттіїв та лукан, союзників Пірра.
У 275 році до н. е. обрано цензором разом з Гаєм Фабрицієм Лусціном. Про подальшу долю немає відомостей.

## Родина
- Луцій Емілій Пап, консул 225 року до н. е.